# Acción Electoral de Polacos en Lituania - Alianza de Familias Cristianas
El Acción Electoral de Polacos en Lituania - Alianza de Familias Cristianas (en lituano: Lietuvos lenkų rinkimų akcija – Krikščioniškų šeimų sąjunga or), abreviado como LLRA–KŠS, es un partido político de Lituania.

## Resultados electorales

### Seimas
| Elección | Votes  | %         | Escaños | +/–         | Estatus               |
| -------- | ------ | --------- | ------- | ----------- | --------------------- |
| 1992     | 39,772 | 2.1 (#7)  | 4/141   | Nuevo       | Oposición             |
| 1996     | 40,941 | 3.1 (#9)  | 1/141   | 3           | Oposición             |
| 2000     | 28,641 | 1.9 (#10) | 2/141   | 1           | Gobierno (2000-2001)  |
| 2000     | 28,641 | 1.9 (#10) | 2/141   | 1           | Oposición (2001-2004) |
| 2004     | 45,302 | 3.8 (#7)  | 2/141   | Sin cambios | Oposición             |
| 2008     | 59,237 | 4.8 (#8)  | 3/141   | 1           | Oposición             |
| 2012     | 79,840 | 5.8 (#7)  | 8/141   | 5           | Gobierno (2012-2014)  |
| 2012     | 79,840 | 5.8 (#7)  | 8/141   | 5           | Oposición (2014-2016) |
| 2016     | 69,810 | 5.7 (#6)  | 8/141   | Sin cambios | Oposición (2016-2019) |
| 2016     | 69,810 | 5.7 (#6)  | 8/141   | Sin cambios | Gobierno (2019-2020)  |
| 2020     | 56,386 | 4.82 (#7) | 3/141   | 5           | Oposición             |
| 2024     | 48,267 | 3,89 (#8) | 3/141   | Sin cambios | TBD                   |